# Gayle McCormick
Gayle McCormick (St. Louis, 26 november 1948 - aldaar, 1 maart 2016) was een Amerikaanse zangeres, die bekend werd door haar werk met de rockband Smith.

## Carrière
McCormick bezocht de Pattonville High School in Maryland Heights en zong sopraan bij het Suburb Choir, een 150-koppige formatie die jaarlijks optraden met het St. Louis Symphony Orchestra. Haar platen- en podiumcarrière liep van 1965 tot 1976. McCormick startte haar zangcarrière met het zingen van songs van Tina Turner en Etta James, voordat ze zich vervoegde bij de rockband Smith.
In 1967 was ze leadzangeres in de band Steve Cummings & the Klassmen en nam de single Without You op, die succesvol was in Missouri.
In 1969 werd Smith geformeerd in Los Angeles. Bij hun eerste album A Group Called Smith was McCormick de eerste zangeres. Smith speelde en nam voornamelijk covers op van pop- en soulsongs en haalde de top vijf met een nieuwe versie van Baby It's You. Deze reikte hoger in de hitlijst dan de vorige versie van The Shirelles. De versie van Smith was ook te horen in de film Death Proof van Quentin Tarantino, aflevering van de Grindhouse-dubbel.
Nadat de groep was ontbonden, nam McCormick drie soloalbums op. Gayle McCormick (1971) werd uitgebracht bij ABC Dunhill, Flesh and Blood (1972) bij Decca Records/MCA Records en One More Hour (1974) bij Fantasy. In de herfst van 1971 bereikte haar vertolking van It's a Cryin' Shame een 44e plaats in de Billboard Hot 100 en werd een top 10-hit in de Adult Contemporary hitlijst. In 1973 trouwde McCormick en verkaste ze naar Hawaï. McCormick nam de single Coming In Out of the Rain / Simon Said (1975) op bij Shady Brook Records. Ze werkte ook mee met achtergrondzang bij Jimmy Rabbitt en de anonieme door Waylon Jennings (Renegade) zelf bij Capitol Records geproduceerde lp met de single Ladies Love Outlaws.

## Overlijden
In 2015 werd McCormick opgenomen in het ziekenhuis voor pneumonia en tijdens de behandeling werd kanker geconstateerd die was uitgezaaid vanuit een longtumor door haar gehele lichaam. Ze overleed aan de gevolgen van die ziekte op 1 maart 2016 op 67-jarige leeftijd.
- International Standard Name Identifier: 0000 0000 3250 4722
- Library of Congress Control Number: n93072702
- MusicBrainz: 98345823-676c-4031-9558-ea131c597caf
- Virtual International Authority File: 9059051
- WorldCat: E39PBJvCWDJFj6GBvRqRPyBVmd